# Ндюка
Ндюка (ндьюка, нджука, джука, аукан, оканиси) — креольский язык на английской основе, один из двух языков лесных негров. Распространён в Суринаме и Французской Гвиане. На ндюка говорит 25—30 тысяч человек, многие из которых проживают в глубине страны, в районе влажных тропических лесов. По данным сайта Ethnologue, ндюка состоит из двух языков-наречий — аукана и квинти.
На языке ндюка говорят лесные негры (одна из групп марунов) — потомки беглых рабов, вывезенных в Суринам около 300 лет назад для работы на плантациях. Маруны основывали общины в глухих лесных районах Суринама и частично — Французской Гвианы. В последние десятилетия многие носители языка переселились из мест традиционного проживания в прибрежные районы Суринама, в особенности, в район столицы страны Парамарибо, в результате чего некоторые переселенцы перешли на нидерландский или сранан-тонго. Большинство марунов в той или иной степени двуязычны, от 30 % до 50 % знают три языка.
Ндюка сложился на основе английского и африканских языков, и развивался под сильным влиянием португальского. Он тесно связан с другими языками марунов, в частности, с языком парамаккан.
В 1908 году для языка ндюка была создана собственная оригинальная письменность — афака, которая, однако, не получила официального статуса.
Уровень грамотности носителей низок и составляет менее 10 %. Преподавание ведётся на нидерландском языке, на ндюка проводятся религиозные службы. Осуществляется радиовещание, созданы словарь и грамматика.